# Pássaro Marron
A Pássaro Marron é uma empresa brasileira que atua no ramo de transportes, fundada pelos imigrantes portugueses Affonso José Teixeira e Affonso de Carvalho Teixeira em 1935. Sua sede localiza-se na cidade de Guarulhos, estado de São Paulo.
Possui uma frota de aproximadamente 450 ônibus que operam diversas linhas entre a capital e Vale do Paraíba, Litoral Norte, Alto Tietê e Sul de Minas Gerais, empregando mais de 1600 pessoas.

## História
A Pássaro Marron foi fundada em 1935 tendo como objetivo a ligação das cidades de Mogi das Cruzes, Guararema, São José dos Campos, Jacareí, Caçapava, Taubaté e Aparecida a capital cidade de São Paulo.
A empresa chamava-se originalmente Pássaro Azul, mas o azul dos veículos vivia coberto pelo marrom da poeira das estradas de terra. Em dias de chuva, eram comum crianças sujarem as laterais dos veículos de barro e afirmavam insistentemente que os ônibus “não eram azuis! Não tem nada de azul! É marrom!”. A viação acabou aderindo a ideia das crianças e adotou o nome Pássaro Marron (com n).
No ano de 1939, a empresa começou a realizar a ligação por ônibus entre São Paulo e Rio de Janeiro, pela antiga Estrada Rio-São Paulo, em um trajeto rodoviário paralelo a atual Rodovia Presidente Dutra, que na época ainda estava em construção. Atualmente, a ligação São Paulo-Rio é feita pelas empresas 1001, Expresso do Sul, Nova Itapemirim, Águia Branca, Penha, Catarinense, Expresso Adamantina e Viação Riodoce.
Em 1977, a Pássaro Marron foi incorporada ao Grupo Serveng (Soares Penido), o que iniciou um novo período de expansão para a empresa.
A Expresso da Mantiqueira, que interligava a cidade de São Paulo às cidades de Campos do Jordão, Brazópolis (MG), Paraisópolis (MG), além de outras localidades circunvizinhas nos dois estados, foi extinta e incorporada pela Pássaro Marron em 2001.
Em agosto de 2011 foi vendida juntamente com a Litorânea Transportes por 400 milhões de reais ao Grupo Comporte, conglomerado de transportes liderado pelo empresário Nenê Constantino, que também controla a Gol Linhas Aéreas. A empresa Airport Bus Service (que interliga o Aeroporto de Guarulhos ao Aeroporto de Congonhas e aos terminais rodoviários da capital paulista) não entrou no negócio e ficou com os antigos donos, que criaram a empresa Serveng Transportes.
No mês de fevereiro de 2020, a Litorânea foi incorporada à empresa, tendo repassadas as suas linhas, veículos, garagens, agências e pessoal.
Em 2021, numa reorganização societária, a família Bonggiovanni sai do Grupo Comporte e cria a Max Empreendimentos e Participações, e nessa divisão, a Pássaro Marron foi transferida para o novo grupo.

## Estrutura
Atualmente, as linhas metropolitanas da empresa dentro do Alto Tietê e do Vale do Paraíba e Litoral Norte possuem caracterização específica, de acordo com as configurações da EMTU. Os ônibus urbanos (para curtas distâncias) tem a cor azul e os rodoviários (para médias e longas distâncias) tem a cor "cinza-marrom". Para as linhas sob responsabilidade da ARTESP e da ANTT permanece a pintura tradicional vermelha.